# Cirrhochrista oxylalis
Cirrhochrista oxylalis is een vlinder uit de familie van de grasmotten (Crambidae). De wetenschappelijke naam van deze soort is voor het eerst gepubliceerd in 1961 door Pierre Viette.
De soort komt voor op het eiland Mohéli (Mwali) van de Comoren, het eiland Aldabra van de Seychellen en op Madagaskar.